# Эверетт, Дэниел
Дэниел Леонард Эверетт (англ. Daniel Leonard Everett; род. 26 июля 1951 года) — американский лингвист, известен как автор описания языка пирахан и идей о влиянии культуры на структуру языка. С 1977 по 2009 гг осуществил серию полевых экспедиций в Амазонию к племени пирахан, сначала как христианский миссионер, потом как учёный-лингвист.

## Биография
- Вырос в ковбойском городке на границе между Калифорнией и Мексикой[3].
- Получил степень магистра лингвистики в Университете Эстадуаль в Кампинасе (порт. Universidade Estadual de Campinas или по англ. University of Campinas или сокращенно UNICAMP) (Бразилия).
- В 1969 г. он женился на Керен Эверетт (Keren Everett[англ.], девичья фамилия Грэхем = Graham) — известном авторитете в области лингвистики, с которой они вместе жили с 1978 по 1983 и с 1999 по 2002 гг. в экспедиции среди индейцев племени пирахан.
- С 1981 по 1986 преподавал в качестве инструктора, а затем доцента в UNICAMP (Университете Кампинаса). Затем покинул Бразилию, чтобы вернуться в США.
- С 1987 по 1999 был назначен профессором лингвистики и антропологии в Университете Питтсбурга, где также возглавлял факультет лингвистики до 1999.
- С 1999 по 2002 переехал в Амазонию, чтобы прожить большую часть следующих 3 лет в джунглях среди народа пирахан.
- В 2002 г он покинул джунгли, когда Манчестерский университет (Англия) предложил ему должность профессора фонетики и фонологии.
- После нескольких лет в Англии, доктор Эверетт провел 2005—2006 учебный год в качестве приглашенного ученого в Институте эволюционной антропологии им. Макса Планка в Лейпциге (Германия).
- С 2006 по 2010 возглавлял кафедру языков, литературы и культуры в Иллинойском государственном университете.
- В 2008 его книга «Не спи, кругом змеи! Быт и язык индейцев американских джунглей» (Don’t Sleep There are Snakes: Life and Language in the Amazonian Jungle) была опубликована на 8 языках, став бестселлером на английском, японском, китайском, корейском и немецком языках. Эта книга была выбрана Национальным общественным радио США в качестве одной из лучших книг 2009 года.
- С 2010 по 2018 занимал должность декана факультета искусств и наук в Университете Бентли[англ.].
- Опубликовал более 100 научных статей и 11 книг.
- Дэн неоднократно появлялся на BBC и NPR. Документальный фильм о его жизни и творчестве «Грамматика счастья» (The Grammar of Happiness) был выпущен в 2012.